# Championnat de Guinée-Bissau de football 2013
Navigation
Édition précédente Édition suivante
La saison 2013 du Championnat de Guinée-Bissau de football est la trente-quatrième édition de la Primeira Divisião, le championnat de première division en Guinée-Bissau. Les dix meilleures équipes du pays se retrouvent au sein d'une poule unique où elles s'affrontent à deux reprises. En fin de saison, les deux derniers du classement sont relégués et remplacés par les deux meilleurs clubs de Segunda Divisão.
C'est le CF Os Balantas qui remporte la compétition cette saison après avoir terminé en tête du classement final, avec six points d'avance sur le Sporting Clube de Bissau et huit sur le Sport Bissau e Benfica. C'est le quatrième titre de champion de Guinée-Bissau de l'histoire du club.
Une nouvelle fois, la surprise se trouve en bas du classement. Le tenant du titre, l'Atlético Clube de Bissorã, manque sa saison et se classe avant-dernier, une place synonyme de relégation en deuxième division.

## Les clubs participants
- Sporting Clube de Bafatá
- Sporting Clube de Bissau
- Sport Portos de Bissau
- Sport Bissau e Benfica
- Atlético Clube de Bissorã
- Cuntum Futebol Clube
- UDI Bissau - Promu de Segunda Divisião
- Mavegro Futebol Clube
- Académica de Ingoré - Promu de Segunda Divisião
- CF Os Balantas

## Compétition

### Classement
Le classement est établi sur le barème de points suivant : victoire à 3 points, match nul à 1, défaite à 0.
| Rang | Équipe                     | Pts | J  | G  | N  | P  | Bp | Bc | Diff |
| ---- | -------------------------- | --- | -- | -- | -- | -- | -- | -- | ---- |
| 1    | CF Os Balantas             | 40  | 18 | 12 | 4  | 2  | 23 | 8  | +15  |
| 2    | Sporting Clube de Bissau   | 34  | 18 | 10 | 4  | 4  | 22 | 10 | +12  |
| 3    | Sport Bissau e Benfica     | 32  | 18 | 9  | 5  | 4  | 25 | 14 | +11  |
| 4    | Sporting Clube de Bafatá   | 30  | 18 | 9  | 3  | 6  | 23 | 16 | +7   |
| 5    | Cuntum Futebol Clube       | 24  | 18 | 4  | 12 | 2  | 16 | 16 | 0    |
| 6    | UDI BissauP                | 23  | 18 | 6  | 5  | 7  | 13 | 17 | -4   |
| 7    | Mavegro Futebol Clube      | 20  | 18 | 5  | 5  | 8  | 14 | 19 | -5   |
| 8    | Sport Portos de Bissau     | 18  | 18 | 4  | 6  | 8  | 13 | 23 | -10  |
| 9    | Atlético Clube de BissorãT | 14  | 18 | 3  | 5  | 10 | 10 | 21 | -11  |
| 10   | Académica de IngoréP       | 9   | 18 | 2  | 3  | 13 | 11 | 26 | -15  |

|  | Qualification pour la Ligue des champions de la CAF 2014 |
|  | Relégation directe en Segunda Divisião                   |
|  | T : Tenant du titre P : Promu de Segunda Divisião        |

## Bilan de la saison
| Championnat de Guinée-Bissau de football 2013 |                              |
| Champion                                      | CF Os Balantas (4e titre)    |
| Coupes et trophées                            |                              |
| Vainqueur de la Coupe de Guinée-Bissau 2013   | Estrela de Cantanhez FC (D3) |
| Qualifications continentales                  |                              |
| Ligue des champions de la CAF 2014            | CF Os Balantas               |
| Coupe de la confédération 2014                | Estrela de Cantanhez FC      |
| Promotions et relégations                     |                              |
| Promus en Primeira Divisião                   | Estrela Negra de Bissau      |
| Promus en Primeira Divisião                   | Nuno Tristão Futebol Clube   |
| Relégués en Segunda Divisião                  | Atlético Clube de Bissorã    |
| Relégués en Segunda Divisião                  | Académica de Ingoré          |